# Guillermo Wagner
Guillermo Wagner, né le 2 mai 1939, à Casas Grandes, au Mexique, est un ancien joueur mexicain de basket-ball.